# Mineralien-Museum Essen-Kupferdreh

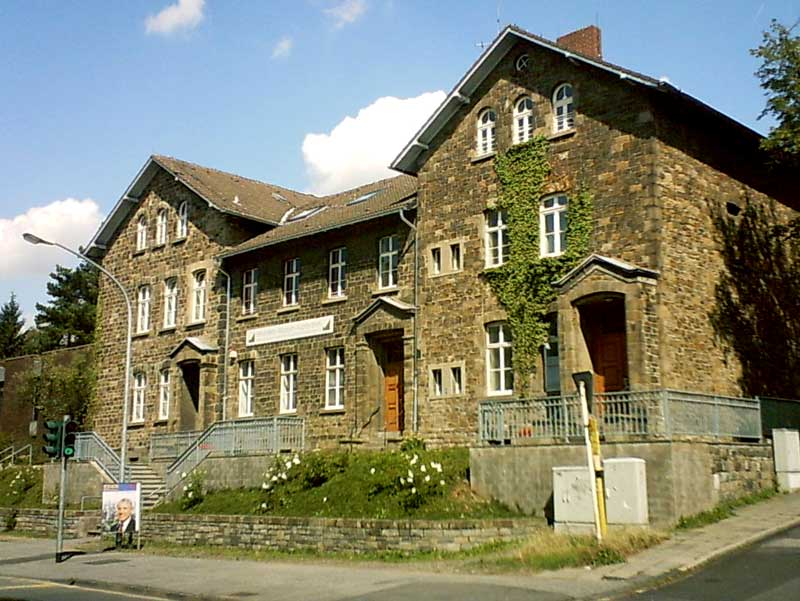
Mineralien-Museum in der alten Schule in Essen-Kupferdreh (2004)

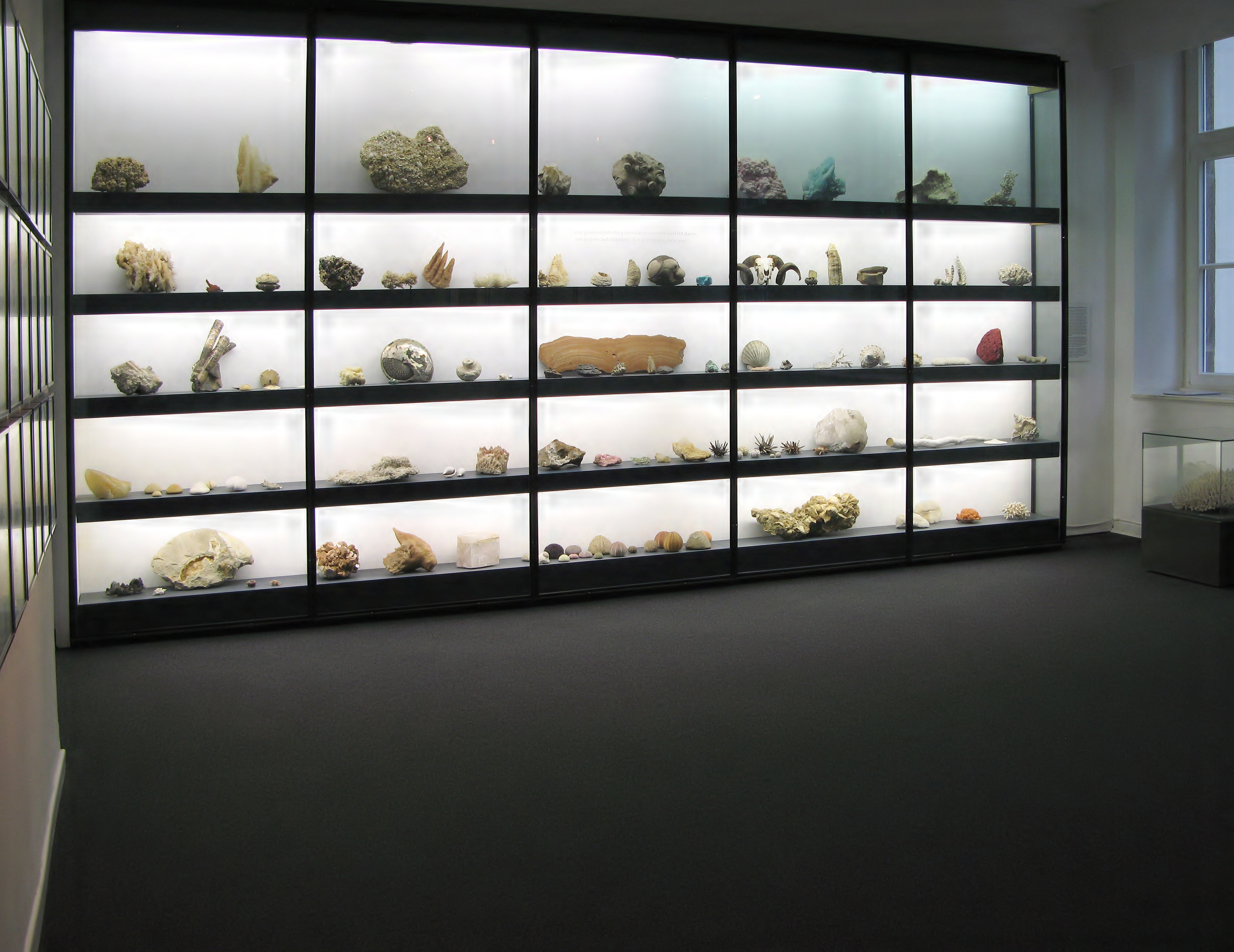
Ausstellung Innenraum 2A (2009)

Das Mineralien-Museum Essen-Kupferdreh entstand 1984 als Kooperationsprojekt zwischen der Bürgerschaft Kupferdreh e. V. und dem damaligen Ruhrlandmuseum, heute Ruhr Museum, im Essener Stadtteil Kupferdreh.

## Geschichte
Im Frühjahr 1982 bot der Kupferdreher Bürger Oswald Hänisch der evangelischen Gemeinde seine umfangreiche private Mineraliensammlung zur Übernahme an. Als Bedingung stellte er allerdings, dass diese Sammlung öffentlich ausgestellt und Schulen, Universitäten zugänglich gemacht wird. Das Presbyterium konnte das nicht verwirklichen und wandte sich an den örtlichen Heimat- und Bürgerverein, die Bürgerschaft Kupferdreh e. V. Der Vorstand der Bürgerschaft verhandelte mit Hilfe verschiedener Ratsherren und dem Oberstadtdirektor der Stadt Essen mit der Leitung des damaligen Ruhrlandmuseums. Hieraus entstand ein in Deutschland wohl einzigartiges Kooperationsprojekt. Die Bürgerschaft stellte hierfür die inzwischen per Notarvertrag übernommene Sammlung zur Verfügung und das Ruhrlandmuseum verband die Ausstellung mit seiner mineralogischen und geologischen Sammlung. Am 29. Juli 1984 fand die feierliche Einweihung statt. Die Bürgerschaft führt außerdem bis heute einen Arbeitskreis, in dem sich die Vorstandsmitglieder ehrenamtlich um das Gebäude des Mineralien-Museums kümmern. Leitung und Unterhalt obliegen dem heutigen Ruhr Museum. Ulrike Stottrop (bis zum 31. Juli 2019 stellvertretende Direktorin der Stiftung Ruhr Museum und Leiterin der Naturwissenschaftlichen Sammlungen) leitete bis zum 31. Juli 2019 das Mineralien-Museum. Seit dem 1. August 2019 führt Dr. Achim G. Reisdorf (Kurator Naturwissenschaftliche Sammlungen der Stiftung Ruhr Museum) diese Funktion aus.

## Ausstellungen

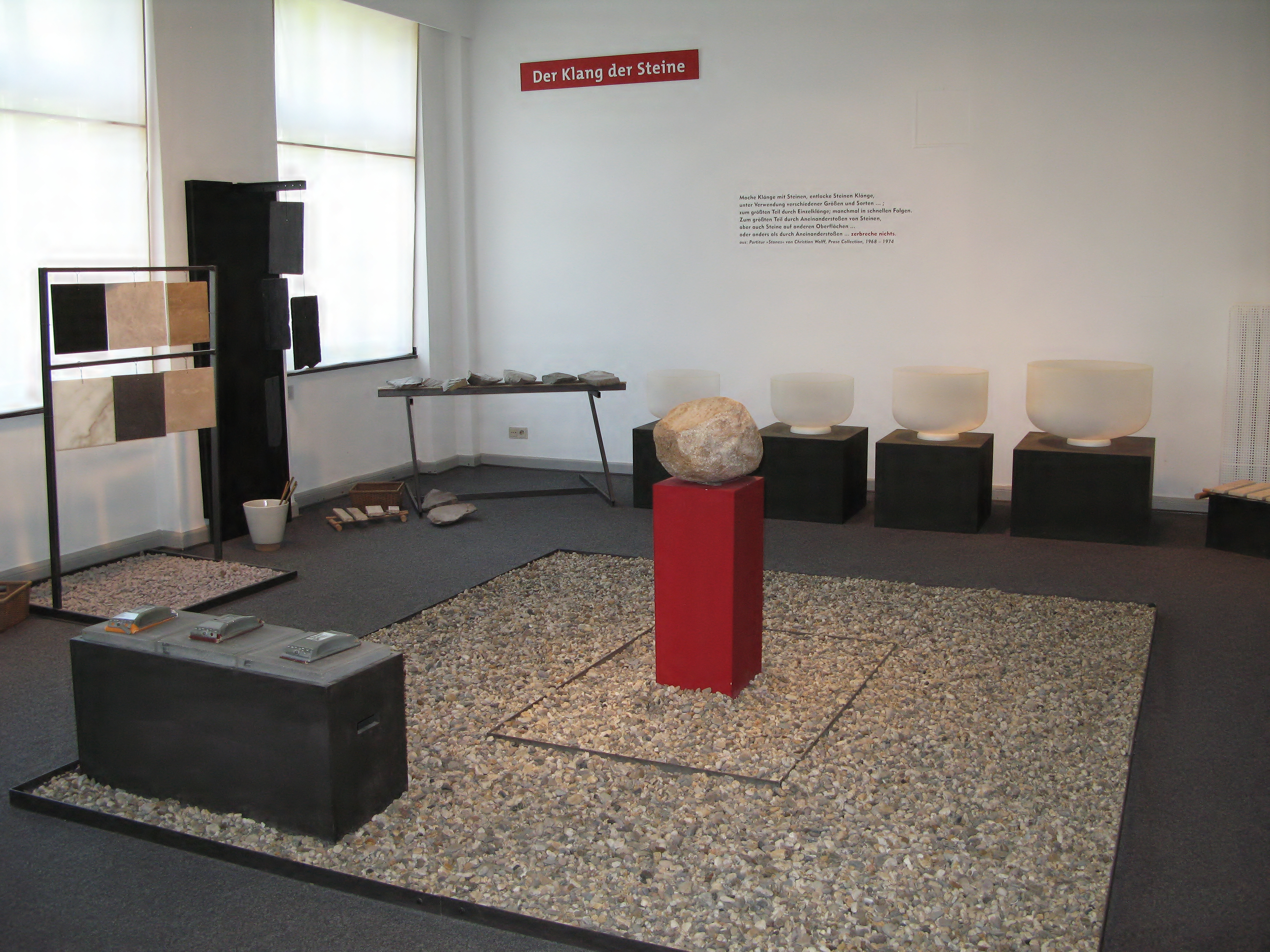
Sonderausstellung „Der Klang der Steine“ 2009

Den Kern der Ausstellung bildete ursprünglich die Sammlung von Oswald Hänisch. Das Ruhrlandmuseum führte ergänzend dazu weitere Mineralienausstellungen durch. Zwischen 1986 und 2007 wurden zudem ständig wechselnde Sonderausstellungen zu den verschiedensten Themen eingerichtet, wie „Magische Kraft edler Steine“, „Im Reich der Dunkelheit“ oder „Lahnmarmor“. Eine der jüngsten Sonderausstellungen war „Der Klang der Steine“.
Als 2007 fest stand, dass das Ruhrlandmuseum abgerissen und als Ruhr Museum in der alten Kohlenwäsche der Zeche Zollverein neu entstehen sollte, wurde das Mineralien-Museum in Kupferdreh umfangreich renoviert und große Teile der geologischen und archäologischen Sammlung des Ruhr Museums dort ausgestellt. Außerdem wurde die Ausstellung „Klang der Steine“ zum festen Bestandteil. Das Klangspektrum dieses Ausstellungsbereichs wird seit 2019 für Musikproduktionen genutzt. Zum Museum gehört auch eine kleine Präparationswerkstatt, in der Kurse durchgeführt werden und Treffpunkt für die FossilienFreundeEssen ist. Am Mineralien-Museum selbst finden darüber hinaus zahlreiche museumspädagogische Veranstaltungen wie beispielsweise Führungen und Kindergeburtstage statt (z. B. „Kristalle, Kohle und Kometen“, „Fossilienjagd am Baldeneysee“, „Dino-Party“, „Fossilien fälschen“, „Steinreich“), die über das Ruhr Museum gebucht werden können. Der Eintritt in das Mineralien-Museum ist frei.

## Neueröffnung
Nach umfangreichen Renovierungsarbeiten und einer Neuausrichtung der Dauerausstellung wurde das Mineralien-Museum am 9. September 2018 neu eröffnet. Mit der Neuausrichtung der Dauerausstellung zeigt das Museum eine bislang selten gezeigte Zusammenführung von Mineralogie, Geologie, Paläontologie und Biologie. Sie widmet sich den Forschungsbereichen der Biomineralisation und der Bioanorganischen Chemie. Insgesamt sieben Ausstellungsräume auf drei Etagen umfasst die Neupräsentation. Mit den Themen „Stoff der Sterne – Staub der Galaxien“, „Die Kristallkammer“, „Was vom Leben übrig bleibt“, „Die kristalline Welt in uns“, „Mineralien in Flora und Fauna“, „Rohstoffe – Motor der Zivilisation“ und der „Klang der Steine“ stehen mineralogische Themen im Vordergrund. Bemerkenswert ist ferner, dass selbst in den Sanitärräumen Wissen vermittelt wird; Vitrinen und Texttafeln informieren hier über Koprolithen.

## Das Gebäude
Die ehemalige Hinsbeckschule wurde  1856 erbaut. Es war das erste feste Schulgebäude in Hinsbeck. Das Gebäude wurde später zweimal erweitert.
Nach der großen Schulreform 1969 stand das Gebäude zunächst leer und wurde später von einer Bildungseinrichtung für behinderte Kinder genutzt. Ende der 1970er-Jahre sollte es abgerissen werden, wurde dann aber unter Denkmalschutz gestellt. 1980 ergriff die „Bürgerschaft Kupferdreh“ die Initiative und mietete dort Räume für den Verein. Es war geplant, dort eine Heimstätte für alle Kupferdreher Vereine zu schaffen. Das war nicht realisierbar. So bot sich das Gebäude schließlich als Sitz des Mineralien-Museums an. Hierfür leisteten Ehrenamtliche viele hundert Stunden Arbeit zur Renovierung des alten Gebäudes.
Neben dem Museum sind im Haus auch das Heimatarchiv und die Geschäftsräume der Bürgerschaft Kupferdreh untergebracht.

## Sonderausstellungen am Mineralien-Museum Essen
- 1986: Die Steine der Pharaonen (16. Februar bis 11. Mai 1986)
- 1986: Hobbysammler stellen aus (2. Oktober bis 21. Dezember 1986)
- 1987: Vorzeitliche Wirbeltiere – Vom Knochenfund zur Rekonstruktion (10. Januar bis 30. Juni 1987)
- 1987: Kupferdreh im Wandel der Zeit (15. August bis 11. Oktober 1987)
- 1988: Mystik und Mineralien (29. Januar bis 30. Juni 1988)
- 1988: Mineralien aus der Sammlung Busch (1. Juli bis 15. August 1988)
- 1988: Irdene Schätze – Keramik aus der Sammlung des Ruhrlandmuseums (13. August bis 18. September 1988)
- 1988: Mineralien aus dem Ruhrgebiet und dem Bergischen Land (1. Oktober bis 18. Dezember 1988)
- 1989: Der ruhelose Planet. Erdbeben – Vulkanismus – Plattentektonik (15. Januar bis 16. Juli 1989)
- 1989–1990: Gespräch mit der Erde – Das Rheinische Schiefergebirge: Geologischer Aufbau – Gesteine – Mineralien (4. August 1989 bis 4. Februar 1990)
- 1990: Magische Kräfte edler Steine (25. März bis 8. Juli 1990)
- 1990: en miniature (15. April bis 22. April 1990)
- 1990: Biologischer Anbei im Kleingarten (12. August bis 28. Oktober 1990)
- 1990–1991: Mineralbildung in Tier und Mensch (18. November 1990 bis 30. Juni 1991)
- 1991: Neue Exponate aus der geologisch-mineralogischen Sammlung des Ruhrlandmuseums (14. Juni bis 11. Oktober 1991)
- 1919–1992: Pb, Zn, Cu, Fe – Streifzüge durch die Erzreviere des Ruhrgebiets und des Bergischen Landes (3. November 1991 bis 19. Juli 1992)
- 1992–1993: Sand – Rohstoff, Dokument, Kunstobjekt (16. August 1992 bis 17. Januar 1993)
- 1993: Trink?wasser (31. Januar bis 18. Juli 1993)
- 1993: Vorzeitliche Wirbeltiere – Vom Knochenfund zur Rekonstruktion (Ausstellungsteil »Mensch«) (25. Juli bis 20. Oktober 1993)
- 1993–1994: Klimageschichte unseres Planeten (7. November 1993 bis 29. Mai 1994)
- 1994 bis 1995: Devon – Die älteste Flora auf deutschem Boden. Pflanzen aus der Devonzeit im Bergischen Land (8. August 1994 bis 26. Februar 1995)
- 1995: Baia Mare – Mineralien einer alten Bergbaustadt in Siebenbürgen (6. Mai bis 3. September 1995)
- 1995: Zeugen der Eiszeit (14. Oktober bis 31. Dezember 1995)
- 1996: Industrienatur – Vokabeln einer neuen Naturästhetik in einer industriell geprägten Landschaft (23. März bis 14. Juli 1996)
- 1996: Geologie & Bergbau – Bücher und Karten aus der historischen Bibliothek des Landesoberbergamtes NRW in Dortmund (31. August bis 1. Dezember 1996)
- 1997: Kupferdreh im Wandel der Zeit (15. Juni bis 31. August 1997)
- 1997–1998: Achat Carneol Jaspis – Eine Herzogliche Schmucksteinsammlung des 18. Jahrhunderts (27. September 1997 bis 1. März 1998)
- 1998: boatpeople holozän (21. März bis 28. Juni 1998)
- 1998–1999: Im Reich der Dunkelheit . Höhlen in Nordrhein-Westfalen (23. August 1998 bis 25. Juli 1999)
- 1999–2000: solitär und sedimental (16. Oktober 1999 bis 7. Mai 2000)
- 2000–2001: Gartenlust und Blumenpracht. Pflanzendarstellungen aus fünf Jahrhunderten (18. Oktober 2000 bis 4. März 2001)
- 2001: Wiederbelebung des fossilen Affen Oreopithecus (28. April bis 9. September 2001)
- 2002: Wülfrater Canyon (17. Januar bis 10. März 2002)
- 2002: »Der Kreuter Krafft und Würckung« - Giftpflanzen in alten Darstellungen (21. März bis 11. August 2002)
- 2002–2003: Fluorit – Minerl des Regenbogens (24. Oktober 2002 bis 2. Februar 2003)
- 2002: Sammlung Richter (27. November bis 20. Dezember 2002)
- 2003-heute: Der Klang der Steine (23. März bis 26. Oktober 2003, seit 2004 fester Bestandteil der Dauerausstellung)
- 2003–2004: Korallenriffe. Bedrohte Wildnis tropischer Meere (15. November 2003 bis 30. Mai 2004)
- 2004: »...allerlei Bäume, lustig anzusehen...« (26. Juni bis 28. November 2004)
- 2005: Marmor von der Lahn (5. Juni bis 30. Oktober 2005)
- 2005–2006: Horn und Geweih (4. Dezember 2005 bis 19. September 2006)
- 2006–2007: Der Naturfreund – populäre naturkundliche Literatur im 19. Jahrhundert (14. Oktober 2006 bis 28. Januar 2007)
- 2010: Wie die Zeit vergeht. Fotografien aus einem ungarischen Dorf. 1975-1995-2005 (20. März bis 29. August 2010)

## Musikproduktionen
- Nachhall aus Stein, Submerged & Julia Zanke, Hrsg. Ohm Resistance & on_lap_records / USA, SSSE CD 001 133, 2019
- Reverberations of Stone, Various Artists, Hrsg. Ohm Resistance & on_lap_records / USA, digitales Album, 51 Tracks, 2020